# Гольмдорф, Иван Михайлович
Иван Михайлович Гольмдорф (1865—1916) — русский архитектор. Автор ряда зданий в Санкт-Петербурге.

## Биография
Родился 12 (24) мая 1865 года в семье штабс-капитана (будущего генерал-майора), потомственного дворянина Михаила Густавовича Гольмдорфа. Ученик Академии Художеств с 1884 года. В 1888 году окончил курс наук. Получил малую (1888) и большую (1890) серебряные медали Академии. В 1891 году удостоен звания классного художника 2-й степени, в 1892 году — звания классного художника 1-й степени.
Архитектор страхового общества «Россия». Член общества вспоможения бедным Пантелеймоновской церкви (1895—1900). Статский советник.
Проживал в Петербурге по адресу: Улица Пестеля, 5 (1895—1897); Большая Монетная улица, 18 (1898—1899); Манежный переулок, 11 (1900); Большая Гребецкая улица, 12—24 (1901—1909, 1911—1915).

## Проекты и постройки

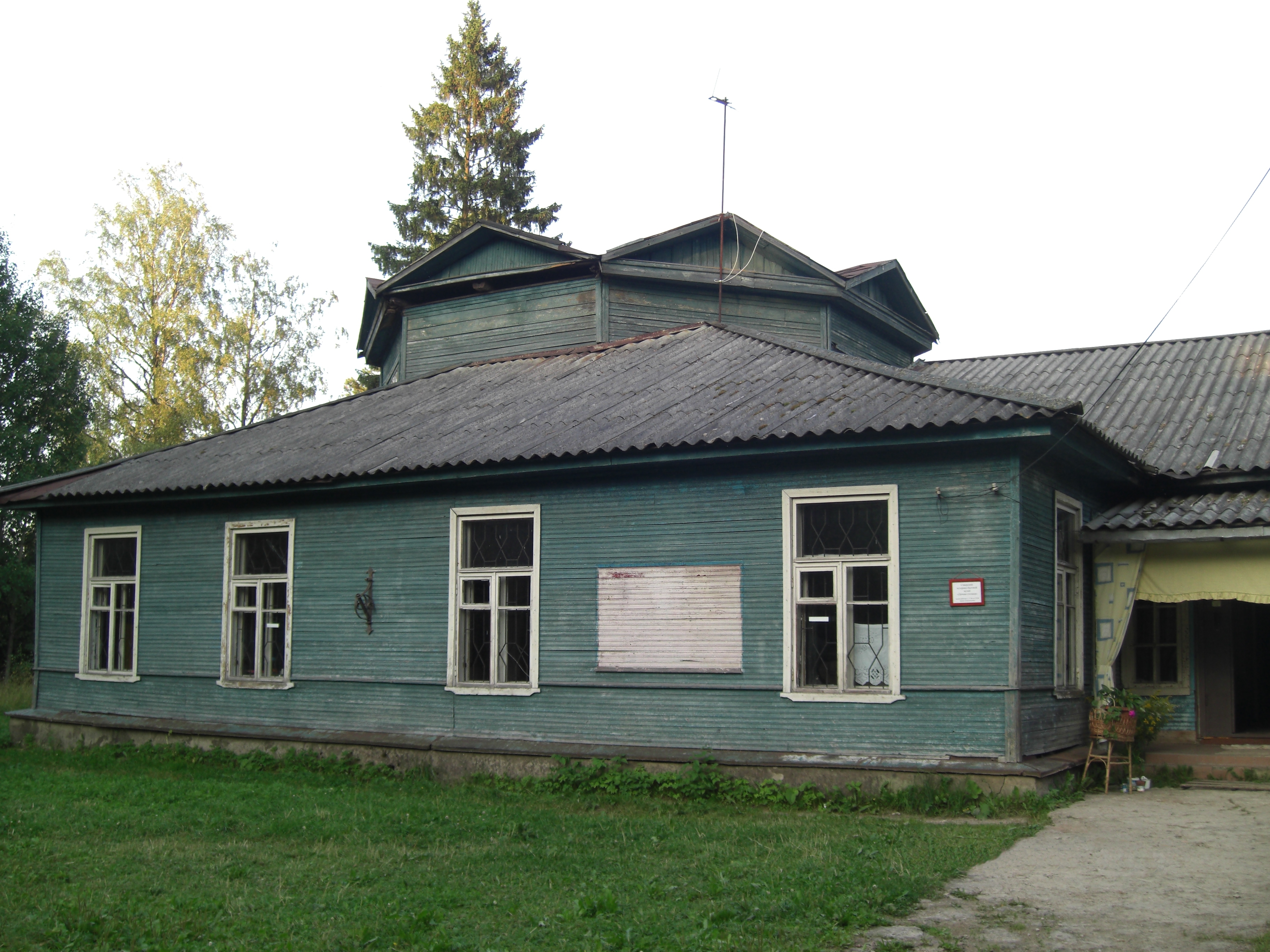
Гостевой дом Гольмдорфа в Сиверской. Историко-бытовой музей «Дачная столица»

### Санкт-Петербург
- Часовня при церкви Воскресения Христова. Площадь Кулибина (1895—1897; не сохранилась)[5];
- Придел святого Феодосия Черниговского и перестройка паперти Пантелеймоновской церкви. Улица Пестеля, 2а — Соляной переулок, 17 (1895, 1898)[5];
- Особняк и расширение производственного здания В. В. Бари. Большая Монетная улица, 16 (1896)[5];
- 4 деревянных жилых дома Маляревского. Александровская улица, 15 (1898; не сохранились)[12];
- Доходный дом (перестройка и расширение). Улица Пестеля, 23 (1903)[5];
- Доходный дом (дворовый флигель). Каменноостровский проспект, 24-а (1906)[13];

### Другие места
- Несколько деревянных дач в Сиверской (1890-е)[14].